# Nicola Miceli
Nicola Miceli es un ex ciclista profesional italiano nacido el 28 de mayo de 1971 en Desio. Fue profesional entre 1992 y 2001. Su victoria más importante fue la consecución de la cuarta etapa del Giro de Italia 1998.

## Palmarés
1994
- Giro del Piemonte

1998
- 1 etapa del Giro de Italia

1999
- 1 etapa del Giro de los Abruzzos
- 1 etapa de la Vuelta a Portugal

2006
- Giro del Mendrisiotto

## Resultados en Grandes Vueltas y Campeonatos del Mundo
| Carrera         | 1992 | 1993 | 1994 | 1995 | 1996 | 1997 | 1998 | 1999 | 2000 | 2001 |
| --------------- | ---- | ---- | ---- | ---- | ---- | ---- | ---- | ---- | ---- | ---- |
| Giro de Italia  | -    | -    | -    | Ab.  | Ab.  | 4º   | Ab.  | 20º  | -    | Ab.  |
| Tour de Francia | -    | -    | -    | -    | -    | -    | -    | -    | -    | -    |
| Vuelta a España | -    | -    | -    | -    | -    | Ab.  | -    | 36º  | Ab.  | -    |
| Mundial en Ruta | -    | -    | -    | -    | -    | -    | -    | -    | -    | -    |

-: no participa

Ab.: abandono